# 川野三暁
川野 三暁（かわの さんぎょう、1910年（明治43年）3月31日 - 1989年（平成元年）12月18日）は、昭和期の僧侶、政治家。参議院議員、浄土真宗本願寺派・正念寺住職。

## 経歴
広島県山県郡出身。龍谷大学予科を経て、1937年（昭和12年）東洋大学文学部を卒業した。その後、中国に8年間留学した。
1953年（昭和28年）浄土真宗本願寺派宗会議員に就任し1989年まで9期在任。1960年（昭和35年）同派総務に就任し2回任じられた。1976年（昭和51年）池田勇人大蔵大臣秘書官となる。1978年（昭和53年）日本仏教連合会国際部長、1982年（昭和57年）浄土真宗本願寺派布教研究所所長に就任。
1962年（昭和37年）7月の第6回参議院議員通常選挙で全国区から自由民主党公認で出馬して当選し、参議院議員に1期在任した。この間、参議院公職選挙法改正に関する特別委員長、第2次佐藤第1次改造内閣・北海道開発政務次官などを務めた。その後、第8回、第9回通常選挙に全国区から立候補したがいずれも落選した。
1980年（昭和55年）春の叙勲で勲三等旭日中綬章受章（勲八等からの昇叙）。
1989年（平成元年）12月18日死去、89歳。死没日をもって正五位に叙される。